# Cratere Su Song
Su Song è un piccolo cratere lunare di 0,7 km situato nella parte sud-orientale della faccia nascosta della Luna.